# برایتن (استرالیای جنوبی)
برایتن (به انگلیسی: Brighton) یک حومه شهر در استرالیا است که در استرالیای جنوبی واقع شده‌است.